# Oleh Protasov
Oleh Valeriyovych Protasov (tiếng Ukraina: Олег Валерійович Протасов; sinh ngày 4 tháng 2 năm 1964) là một cựu cầu thủ bóng đá người Ukraina và Liên Xô, từng thi đấu ở vị trí tiền đạo. Ông là một cầu thủ chủ chốt của đội tuyển bóng đá quốc gia Liên Xô trong suốt thập niên 80; với 28 bàn thắng, ông là người ghi bàn nhiều thứ hai trong lịch sử đội tuyển Liên Xô, chỉ sau Oleg Blokhin với 42 bàn. Cũng cần lưu ý rằng tên của ông thường được viết là "Oleg" trong hầu hết các danh sách thi đấu quốc tế, đặc biệt là trong thời kì ông còn thi đấu.

## Sự nghiệp câu lạc bộ
Oleh Protasov bắt đầu chơi bóng từ năm 8 tuổi tại quê nhà Dnipropetrovsk, trong màu áo câu lạc bộ Dnipro Dnipropetrovsk, nơi ông thi đấu đến năm 1987. Năm 1987, Protasov chuyển sang thi đấu cho Dynamo Kyiv, một trong những đội bóng lớn của Liên Xô và Ukraina. Trong thời gian thi đấu tại Liên Xô, ông giành chức vô địch Giải Vô địch Quốc gia Liên Xô (Soviet Top League) hai lần và được bầu chọn là Cầu thủ xuất sắc nhất Liên Xô năm 1987. Ông ghi được tổng cộng 125 bàn thắng tại Giải Vô địch Quốc gia Liên Xô, trở thành chân sút xuất sắc thứ tám trong lịch sử giải đấu.
Sau khi Liên Xô tan rã, Oleh Protasov có cơ hội thi đấu ở nước ngoài. Năm 1990, ông gia nhập câu lạc bộ Olympiacos Piraeus của Hi Lạp. Sau khi rời Olympiacos vào năm 1994, ông tiếp tục thi đấu cho Gamba Osaka (Nhật Bản), Veria FC và cuối cùng là Proodeftiki FC (Hy Lạp), nơi ông giải nghệ vào năm 1999.

## Sự nghiệp quốc tế
Protasov đã thi đấu 68 trận cho đội tuyển bóng đá quốc gia Liên Xô, trong đó có các kì World Cup 1986 và 1990, cũng như Euro 1988, nơi ông ghi được hai bàn thắng. Sau khi Liên Xô tan rã, ông cũng có một lần ra sân cho đội tuyển bóng đá quốc gia Ukraina vào năm 1994.
Năm 1983, Protasov tham gia Đại hội Thể thao Mùa hè của các Dân tộc Liên Xô (Spartakiad), đại diện cho Cộng hòa Xã hội Chủ nghĩa Xô viết Ukraina.

## Sự nghiệp huấn luyện
Sau khi giải nghệ, Protasov chuyển sang làm huấn luyện viên và đã dẫn dắt Olympiacos Piraeus giành chức vô địch Hi Lạp năm 2003. Năm 2005, ông dẫn dắt đội bóng România, Steaua București.
Dnipro Dnipropetrovsk
Tháng 12 năm 2005, Oleh Protasov trở về Ukraina để dẫn dắt đội bóng quê nhà Dnipro Dnipropetrovsk, sau màn trình diễn ấn tượng tại UEFA Cup cùng Steaua București. Protasov rời đội bóng theo ý muốn cá nhân và vẫn giữ mối quan hệ tốt đẹp với toàn đội cùng ban lãnh đạo câu lạc bộ. Ở mùa giải đầu tiên 2005–2006 dẫn dắt Dnipro, Protasov giúp đội bóng kết thúc ở vị trí thứ sáu tại Giải Ngoại hạng Ukraina. Mùa giải tiếp theo 2006–2007, ông giúp Dniprocải thiện thành tích khi đội bóng cán đích thứ tư. Ở mùa giải 2007–2008, đội bóng của ông bất ngờ dẫn đầu cuộc đua vô địch trước kì nghỉ đông, nhưng phong độ sa sút trong nửa sau mùa giải khiến Dnipro lại xếp thứ tư. Ngày 29 tháng 8 năm 2008, ông bị sa thải sau thất bại đáng thất vọng trước AC Bellinzona ở vòng loại UEFA Cup.

### Kuban Krasnodar
Sau đó, Protasov nhận lời dẫn dắt FC Kuban Krasnodar, đội bóng ở vùng gần đó tại Nga. Kuban vừa xuống hạng và thi đấu ở Giải Hạng nhất Nga. Dưới sự dẫn dắt của Protasov, đội bóng kết thúc mùa giải ở vị trí thứ hai, hơn đội xếp thứ ba đến 8 điểm và giành quyền thăng hạng lên Giải Ngoại hạng Nga. Tuy nhiên, do khủng hoảng tài chính toàn cầu 2008 làm giảm đáng kể ngân sách của câu lạc bộ, Protasov và Kuban đồng thuận chia tay vào ngày 19 tháng 11 năm 2008.

### Iraklis Thessaloniki
Năm 2009, ông ký hợp đồng 2 năm với Iraklis Thessaloniki, nhận mức lương 400.000 euro mỗi năm. Tuy nhiên, ngày 30 tháng 10 cùng năm, đội bóng thông báo chấm dứt hợp đồng với Protasov sau 5 trận thua liên tiếp ở Giải Vô địch Quốc Gia Hi Lạp và cúp quốc gia.

### Astra Giurgiu
Ngày 13 tháng 10 năm 2014, Oleh trở thành huấn luyện viên của FC Astra Giurgiu. Ông bị sa thải vào ngày 2 tháng 3 năm 2015.

### Aris Thessaloniki
Protasov từng đồng ý ký hợp đồng 3 năm với Aris Thessaloniki, nhưng sau khi Arvanitidis – trưởng bộ phận bóng đá của câu lạc bộ bị sa thải, đội bóng nghiệp dư Aris đã hủy hợp đồng chỉ sau 15 phút công bố.

## Đời tư
Protasov kết hôn với Natalia (nhũ danh Lemeshko), con gái của Yevhen Lemeshko. Ông đã nhập quốc tịch Hi Lạp và có thể nói tiếng Hi Lạp cùng với tiếng Anh, tiếng Nga và tiếng Ukraina bản ngữ của mình

## Thống kê sự nghiệp

### Cấp câu lạc bộ
| Câu lạc bộ            | Mùa giải       | Giải đấu      | Giải đấu     | Cúp Quốc gia  | Cúp Quốc gia | Cúp Châu lục  | Cúp Châu lục | Tổng          | Tổng         |
| --------------------- | -------------- | ------------- | ------------ | ------------- | ------------ | ------------- | ------------ | ------------- | ------------ |
| Câu lạc bộ            | Mùa giải       | Số lần ra sân | Số bàn thắng | Số lần ra sân | Số bàn thắng | Số lần ra sân | Số bàn thắng | Số lần ra sân | Số bàn thắng |
| Dnipro Dnipropetrovsk | 1982           | 4             | 1            | 0             | 0            | 0             | 0            | 4             | 1            |
| Dnipro Dnipropetrovsk | 1983           | 21            | 7            | 2             | 0            | 0             | 0            | 23            | 7            |
| Dnipro Dnipropetrovsk | 1984           | 34            | 17           | 2             | 2            | 6             | 0            | 42            | 19           |
| Dnipro Dnipropetrovsk | 1985           | 33            | 35           | 2             | 1            | 6             | 4            | 41            | 40           |
| Dnipro Dnipropetrovsk | 1986           | 23            | 17           | 1             | 1            | 2             | 0            | 26            | 18           |
| Dnipro Dnipropetrovsk | 1987           | 30            | 18           | 4             | 3            | 0             | 0            | 34            | 21           |
| Dynamo Kyiv           | 1988           | 29            | 11           | 5             | 2            | 0             | 0            | 34            | 13           |
| Dynamo Kyiv           | 1989           | 26            | 7            | 6             | 2            | 3             | 1            | 35            | 10           |
| Dynamo Kyiv           | 1990           | 16            | 12           | 1             | 1            | 0             | 0            | 17            | 13           |
| Olympiakos            | 1990–91        | 29            | 11           | 2             | 1            | 0             | 0            | 31            | 12           |
| Olympiakos            | 1991–92        | 21            | 15           | 6             | 3            | 0             | 0            | 27            | 18           |
| Olympiakos            | 1992–93        | 24            | 14           | 9             | 3            | 4             | 1            | 37            | 18           |
| Olympiakos            | 1993–94        | 9             | 8            | 4             | 1            | 1             | 0            | 14            | 9            |
| Gamba Osaka           | 1994           | 27            | 11           | 4             | 4            | 3             | 0            | 34            | 15           |
| Gamba Osaka           | 1995           | 28            | 13           | 0             | 0            | 0             | 0            | 28            | 13           |
| Veria                 | 1997           | 30            | 4            | 4             | 1            | 0             | 0            | 34            | 5            |
| Veria                 | 1998           | 32            | 7            | 1             | 0            | 0             | 0            | 33            | 7            |
| Proodeftiki           | 1998           | 28            | 5            | 0             | 0            | 0             | 0            | 28            | 5            |
| Tổng sự nghiệp        | Tổng sự nghiệp | 444           | 213          | 53            | 25           | 25            | 6            | 522           | 244          |

### Cấp quốc tế
| Đổi tuyển quốc gia | Năm   | Số lần ra sân | Số bàn thắng |
| ------------------ | ----- | ------------- | ------------ |
| Liên Xô            | 1984  | 5             | 2            |
| Liên Xô            | 1985  | 12            | 8            |
| Liên Xô            | 1986  | 3             | 0            |
| Liên Xô            | 1987  | 9             | 2            |
| Liên Xô            | 1988  | 18            | 10           |
| Liên Xô            | 1989  | 8             | 3            |
| Liên Xô            | 1990  | 11            | 3            |
| Liên Xô            | 1991  | 2             | 1            |
| Tổng               | Tổng  | 68            | 29           |
| Ukraina            | 1994  | 1             | 0            |
| Total              | Total | 1             | 0            |

Bảng tỷ số và kết quả liệt kê số bàn thắng của Liên Xô trước, cột tỷ số cho biết kết quả sau mỗi bàn thắng của Protasov.
|    | Thời gian              | Địa điểm                                               | Đối thủ          | Tỉ số | Kết quả | Giải đấu                                     |
| -- | ---------------------- | ------------------------------------------------------ | ---------------- | ----- | ------- | -------------------------------------------- |
| 1  | 15 tháng năm 1984      | Kouvolan keskuskenttä, Kouvola, Phần Lan               | Phần Lan         | 3–1   | 3–1     | Giao hữu                                     |
| 2  | 2 tháng sáu 1984       | Wembley Stadium (1923), London, Anh                    | Anh              | 2–0   | 2–0     | Giao hữu                                     |
| 3  | 28 tháng một 1985      | Maharaja College Stadium, Kochi, Ấn Độ                 | Iran             | 2–0   | 2–0     | Cúp Nehru 1985                               |
| 4  | 27 tháng ba 1985       | Boris Paichadze Stadium, Tbilisi, Soviet Union         | Áo               | 2–0   | 2–0     | Giao hữu                                     |
| 5  | 2 tháng năm 1985       | Luzhniki Stadium, Moscow, Soviet Union                 | Thụy Sĩ          | 1–0   | 4–0     | Vòng loại Giải Vô địch Bóng đá Thế giới 1986 |
| 6  | 2 tháng năm 1985       | Luzhniki Stadium, Moscow, Soviet Union                 | Thụy Sĩ          | 2–0   | 4–0     | Vòng loại Giải Vô địch Bóng đá Thế giới 1986 |
| 7  | 5 tháng sáu 1985       | Idrætsparken, Copenhagen, Đan Mạch                     | Đan Mạch         | 1–2   | 2–4     | Vòng loại Giải Vô địch Bóng đá Thế giới 1986 |
| 8  | 7 tháng tám 1985       | Luzhniki Stadium, Moscow, Soviet Union                 | România          | 1–0   | 2–0     | Giao hữu                                     |
| 9  | 25 tháng chín 1985     | Luzhniki Stadium, Moscow, Soviet Union                 | Đan Mạch         | 1–0   | 1–0     | Vòng loại Giải Vô địch Bóng đá Thế giới 1986 |
| 10 | 16 tháng mười 1985     | Luzhniki Stadium, Moscow, Soviet Union                 | Cộng hòa Ireland | 2–0   | 2–0     | Vòng loại Giải Vô địch Bóng đá Thế giới 1986 |
| 11 | 23 tháng chín 1987     | Luzhniki Stadium, Moscow, Soviet Union                 | Hi lạp           | 2–0   | 3–0     | Giao hữu                                     |
| 12 | 28 tháng mười 1987     | Lokomotiv Stadium (Tavriya), Simferopol, Soviet Union  | Iceland          | 2–0   | 2–0     | Vòng loại Giải Vô địch Bóng đá châu Âu 1988  |
| 13 | 23 tháng ba 1988       | Olympic Stadium (Athens), Athens, Hi lạp               | Hi lạp           | 1–0   | 4–0     | Giao hữu                                     |
| 14 | 23 tháng ba 1988       | Olympic Stadium (Athens), Athens, Hi lạp               | Hi lạp           | 3–0   | 4–0     | Giao hữu                                     |
| 15 | 23 tháng ba 1988       | Olympic Stadium (Athens), Athens, Hi lạp               | Hi lạp           | 4–0   | 4–0     | Giao hữu                                     |
| 16 | 31 tháng ba 1988       | Olympic Stadium (Berlin), Berlin, West Germany         | Argentina        | 3–1   | 4–2     | Giải Tứ Hùng                                 |
| 17 | 31 tháng ba 1988       | Olympic Stadium (Berlin), Berlin, West Germany         | Argentina        | 4–2   | 4–2     | Giải Tứ Hùng                                 |
| 18 | 27 tháng tư 1988       | Štadión Antona Malatinského, Trnava, Tiệp Khắc         | Tiệp Khắc        | 1–1   | 1–1     | Giao hữu                                     |
| 19 | 1 tháng sáu 1988       | Lokomotiv Stadium (Moscow), Moscow, Soviet Union       | Ba Lan           | 2–1   | 2–1     | Giao hữu                                     |
| 20 | 15 tháng sáu 1988      | AWD-Arena, Hanover, West Germany                       | Cộng hòa Ireland | 1–1   | 1–1     | Vòng bảng Giải Vô địch Bóng đá châu Âu 1988  |
| 21 | 22 tháng sáu 1988      | Neckarstadion, Stuttgart, West Germany                 | Ý                | 2–0   | 2–0     | Bán kết Giải Vô địch Bóng đá châu Âu 1988    |
| 22 | 27 tháng mười một 1988 | Al-Sadaqua Walsalam Stadium, Kuwait City, Kuwait       | Kuwait           | 1–0   | 2–0     | Giao hữu                                     |
| 23 | 26 tháng tư 1989       | Olimpiysky National Sports Complex, Kyiv, Soviet Union | Đông Đức         | 3–0   | 3–0     | Vòng loại Giải Vô địch Bóng đá Thế giới 1990 |
| 24 | 15 tháng mười một 1989 | Lokomotiv Stadium (Tavriya), Simferopol, Soviet Union  | Thổ Nhĩ Kì       | 1–0   | 2–0     | Vòng loại Giải Vô địch Bóng đá Thế giới 1990 |
| 25 | 15 tháng mười một 1989 | Lokomotiv Stadium (Tavriya), Simferopol, Soviet Union  | Thổ Nhĩ Kì       | 2–0   | 2–0     | Vòng loại Giải Vô địch Bóng đá Thế giới 1990 |
| 26 | 24 tháng hai 1990      | Stanford Stadium, Palo Alto, Hoa Kì of America         | Hoa Kì           | 3–1   | 3–1     | Giao hữu                                     |
| 27 | 28 tháng ba 1990       | Olimpiysky National Sports Complex, Kyiv, Soviet Union | Hà Lan           | 1–0   | 2–1     | Giao hữu                                     |
| 28 | 18 tháng sáu 1990      | Stadio San Nicola, Bari, Ý                             | Cameroon         | 1–0   | 4–0     | Vòng bảng Giải Vô địch Bóng đá Thế giới 1990 |
| 29 | 13 tháng mười một 1991 | GSZ Stadium, Larnaca, Síp                              | Síp              | 1–0   | 3–0     | Vòng loại Giải Vô địch Bóng đá châu Âu 1992  |

## Danh hiệu

### Dnipro Dnipropetrovsk
- Vô địch Giải Vô địch Quốc gia Liên Xô: 1983
- Vô địch Cúp Liên đoàn Liên Xô: 1986

### Dynamo Kyiv
- Vô địch Giải Vô địch Quốc gia Liên Xô: 1990
- Vô địch Cúp Liên Xô: 1989–1990

### Olympiacos
- Vô địch Cúp Quốc gia Hi Lạp: 1991–1992
- Vô địch Siêu cúp Hi Lạp: 1992

### Đội tuyển bóng đá quốc gia Liên Xô
- Á quân Giải Vô địch Bóng đá châu Âu (Euro): 1988

### Danh hiệu cá nhân
- Cầu thủ Đông Âu xuất sắc nhất mùa giải của ADN: 1985
- Cầu thủ xuất sắc nhất Liên Xô: 1987
- Vua phá lưới Giải Vô địch Quốc gia Liên Xô: 1985, 1987, 1990
- Chiếc giày bạc UEFA: 1984
- Huấn luyện viên xuất sắc nhất România do Gazeta Sporturilor bầu chọn: 2005